# Pray for the Wicked
Pray for the Wicked è il sesto album in studio del gruppo musicale statunitense Panic! at the Disco, pubblicato il 22 giugno 2018 dalla Fueled by Ramen e DCD2 Records.

## Produzione
L'album è stato annunciato il 21 marzo 2018, insieme all'uscita di due canzoni dall'album, (Fuck A) Silver Lining e Say Amen (Saturday Night).
La canzone High Hopes è stata pubblicata il 23 maggio 2018, seguita dalla canzone King of the Clouds il 18 giugno 2018.

## Tracce
1. (Fuck A) Silver Lining – 2:48
2. Say Amen (Saturday Night) – 3:09
3. Hey Look Ma, I Made It – 2:49
4. High Hopes – 3:10
5. Roaring 20s – 3:06
6. Dancing's Not a Crime – 3:39
7. One of the Drunks – 3:18
8. The Overpass – 2:57
9. King of the Clouds – 2:40
10. Old Fashioned – 2:46
11. Dying in LA – 3:49

Tracce bonus giapponesi
1. Nine in the Afternoon (live from Duluth, Georgia)
2. I Write Sins Not Tragedies (live from Duluth, Georgia)
3. Victorious (live from Duluth, Georgia)

## Classifiche
| Classifica (2018) | Posizione massima |
| ----------------- | ----------------- |
| Italia            | 35                |